# Wittenheim
Wittenheim (elsässisch Wettena) ist eine französische Gemeinde mit 15.491 Einwohnern (Stand 1. Januar 2022) im Département Haut-Rhin in der Region Grand Est (bis 2015 Elsass). Sie gehört zum Arrondissement Mulhouse  und ist Hauptort (chef-lieu) des gleichnamigen Kantons.

## Geografie
Die durch den Kalibergbau geprägte Stadt Wittenheim liegt nur wenige Kilometer nordwestlich von Mülhausen. Bei Wittenheim bestand einst das Kloster Schönensteinbach. Das Ortswappen verweist auf die ehemalige Zugehörigkeit zu Vorderösterreich.

## Geschichte
Eine angeblich von König Karl I. zwischen 768 und 800 genehmigte Schenkung von Gütern auch in Wittenheim an das Kloster Luxeuil wird als Fälschung angesehen. Es handelt sich hier um eine private Aufzeichnung von 1425 ohne den Beweis einer vorgelegenen Urkunde (MGH DD Karol.I Nr. 300). Als echt bezeichnen alle Historiker die Eintragung von "Uuitenheim" in einer privaten Schenkung an das Kloster Murbach, die auf 829/30 datiert wird, obwohl auch hier ein Original fehlt (Regnum Francorum online RegAls Nr. 481). Urkundlich belegbar sind um 1192 eine Kapelle (Regesta Imperii IV,4,4,5, Nr. 333) und 1315 ein Ritter Konrad (Regesta Habsburgica Nr. 067). 1138 gründeten fromme Frauen im heutigen Gemeindeteil  Schönensteinbach eine "Communauté religieuse féminine" (J.C.Winnlein 1993). 1632 soll das Schloss von den Schweden abgebrannt worden sein. Von 1871 bis 1918 gehörte auch Wittenheim zum Deutschen Kaiserreich. Die Förderung von Pottasche erlebte hier ihren Höhepunkt. Mitte Mai 2023 besuchte eine Delegation unter Bürgermeister Antoine Homé die badische Gemeinde March, um die Chancen für eine Partnerschaft auszuloten (Rebland-Kurier 20/2023).

## Bevölkerungsentwicklung
Auf der Homepage der Gemeinde "www.wittenheim.fr" findet sich auch eine Übersicht über die Bevölkerungsentwicklung seit 1793. Damals lebten hier 941 Menschen. Bis 2016 wuchs die Einwohnerzahl auf 14.893 Menschen an. Demnach hat sich die Bevölkerung Wittenheims von 1793 bis 2016 verfünfzehnfacht.
| Jahr      | 1962  | 1968   | 1975   | 1982   | 1990   | 1999   | 2006   | 2017   |
| Einwohner | 9.259 | 10.055 | 12.562 | 13.380 | 14.324 | 15.026 | 14.371 | 14.317 |

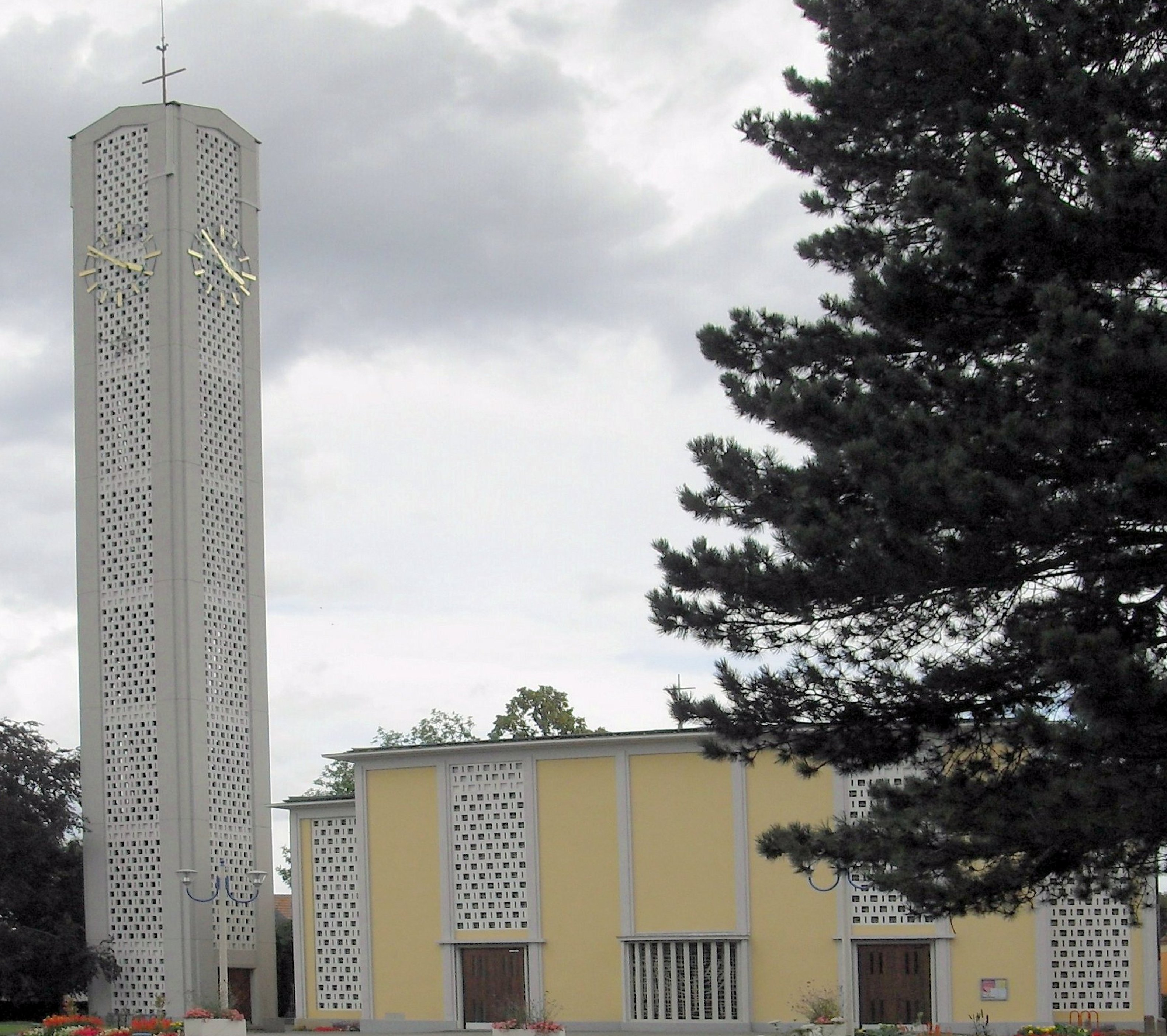
Kirche Sainte-Marie
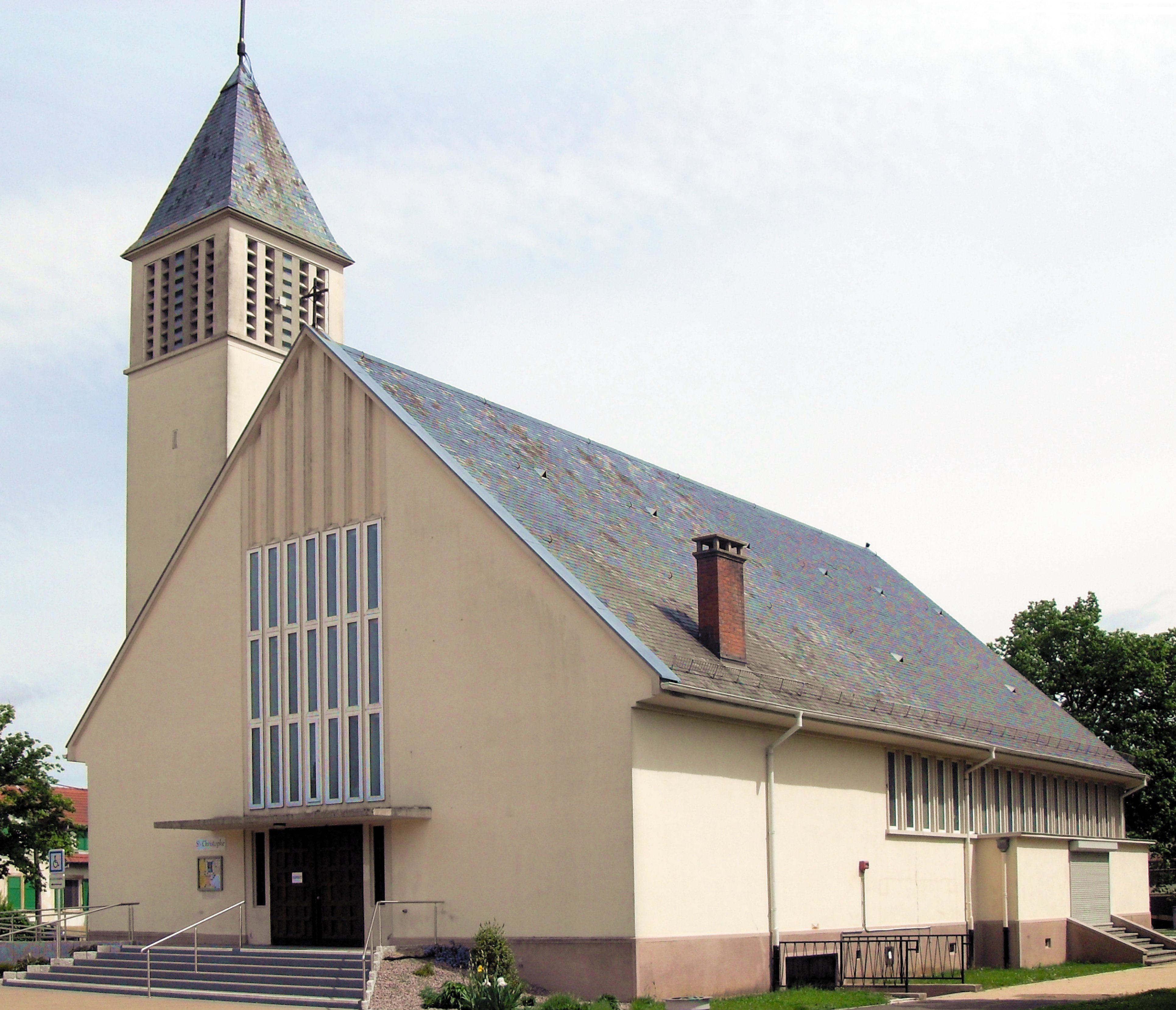
Kirche Saint-Christophe
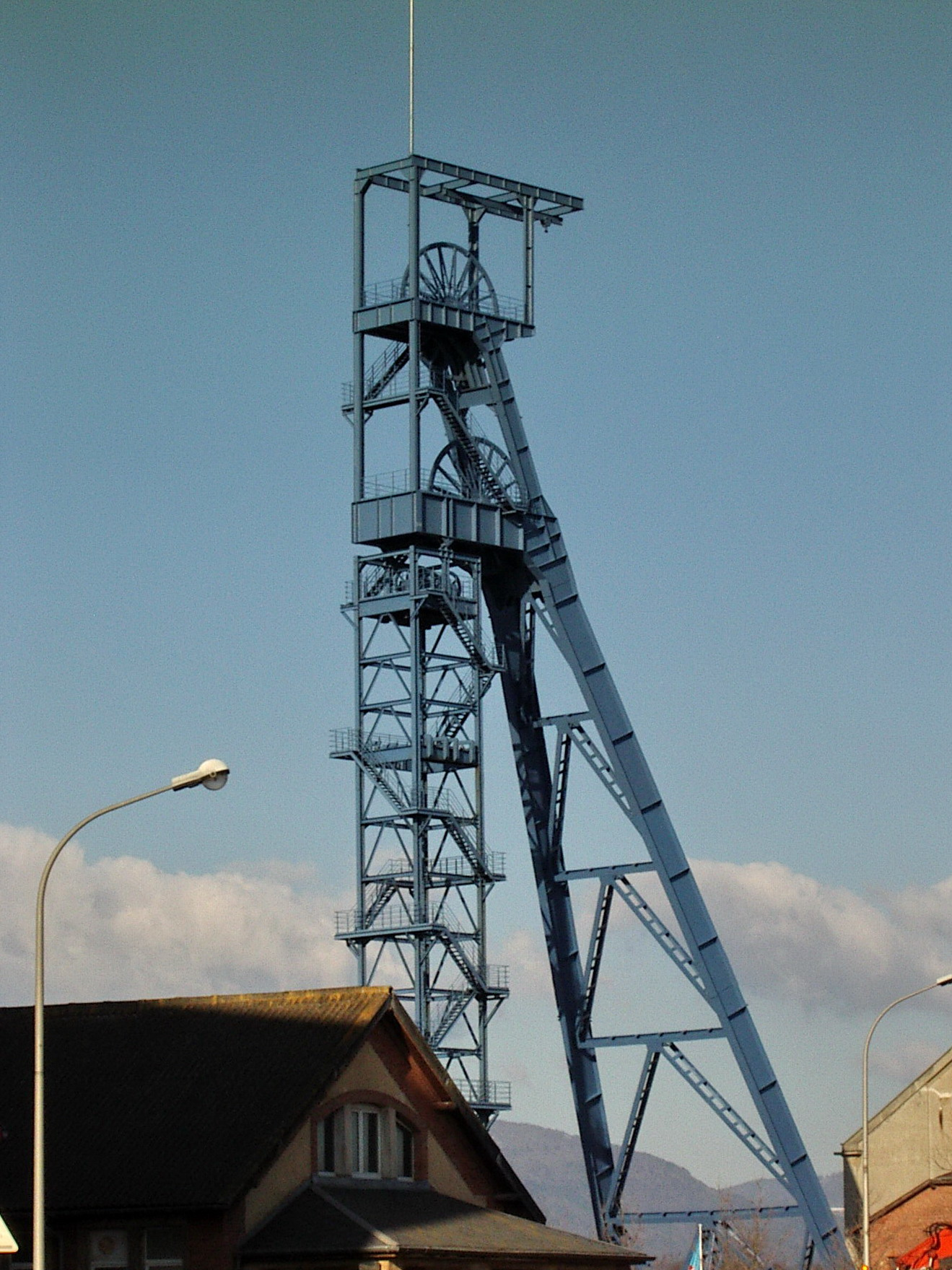
Ehemaliger Förderturm des Kalischachtes Theodore 2

## Persönlichkeiten
- Sébastien Gegauff (1862–1935), deutscher Landtagsabgeordneter und französischer Senator und 1893 bis 1919 Bürgermeister von Wittenheim